# スターシャ
スターシャは、アニメ「宇宙戦艦ヤマトシリーズ」の登場人物。イスカンダル星を統治していた王家の末裔で最後の女王。
なお、作品によって「スターシア」や「スターシャ」と表記・発音が異なる（#名前表記の変遷を参照）。
声優は、『宇宙戦艦ヤマト 新たなる旅立ち』までは平井道子、『宇宙戦艦ヤマト 新たなる旅立ち』以降は上田みゆき。リメイクアニメシリーズでは井上喜久子。
『SPACE BATTLESHIP ヤマト』での俳優は、森雪に憑依したという設定で黒木メイサが演じ、上田が声を重ねている。
松本零士は、スターシャのモデルとしてフィリップ・フランツ・フォン・シーボルトの孫にあたる楠本高子の名を挙げている。

## 劇中での登場
宇宙戦艦ヤマト　
ガミラスの遊星爆弾による放射能汚染で滅亡寸前となった地球へ、妹のサーシアを向かわせ、超光速外宇宙航行が可能になる波動エンジンの設計図と、放射能の除去が可能になるコスモクリーナーDをイスカンダルまで取りに来るようにというメッセージを送った。サーシアは火星への不時着により死亡したため、スターシアはイスカンダルの最後の住民となる。
序盤では、このメッセージ以外での出番はなかったが、第15話でヤマトが異次元断層へ落ち込んで窮地に陥った時に、直接ヤマトへ語り掛け、脱出を支援する。第23話で本人が直接登場し、第25話でイスカンダルへ到着したヤマトに当初の約束通りコスモクリーナーDの部品を渡した。なお、それに先んじてガミラスによってガミラス本星へ移送される途中で遭難した古代守をイスカンダル星に保護しており、リハビリテーションを務めさせるうちに恋に落ちた結果、ヤマト到着時点では娘のサーシャをもうけている。
なお、劇場版『宇宙戦艦ヤマト』の初回上映バージョン（後の映像媒体で「スターシャ死亡編」と題される）ではヤマトがイスカンダルへ到着した時にはすでに死亡しており、コンピュータに残された映像でヤマトの乗組員達の前に現れ、コスモクリーナーDの部品を渡している。そのため、守も登場しない。
宇宙戦艦ヤマト 新たなる旅立ち　
イスカンダル星にしか存在しない特殊資源物質イスカンダリウムを星間戦争のエネルギー源にしようと目論む暗黒星団帝国から守るため、守と娘のサーシャをヤマトへ避難させるがスターシャ自身はイスカンダル星に残り、降下してきた自動惑星ゴルバを道連れとしてイスカンダル星と共に自爆する。
ヤマトよ永遠に
意識体として娘のサーシャの前に現れて古代への決別の言葉を促し、デザリアム星に残ろうとする彼女の決意を後押しする。サーシャがスカルダートに射殺された後の物語終盤には、意識体となったサーシャの彼方の宇宙空間に現れて彼女を優しく迎える姿を、地球への帰路に就く前の古代たちがヤマト艦内から目撃している。
宇宙戦艦ヤマトIII
スターシャ本人は登場しないが、第20話でファンタムへ降り立った真田志郎の前に、守と共に幻影として登場するシーンがある。
また、第16話では二重惑星のガルマン・ガミラス帝国本星と対になっている惑星（外見はイスカンダル星に似ている）の名称を、彼女にちなんで「スターシャ」と命名したことがデスラーによって語られている。

## リメイクアニメ
本シリーズではスターシャ・イスカンダルというフルネームが設定されている。イスカンダル王星の女王。年齢は地球換算で27歳相当（『2199』時点）。
本作でのイスカンダルはガミラス人から信仰の対象となっているため、彼女も「ルード・イスカンダル（イスカンダル猊下）」の敬称で呼ばれており、デスラーにホットラインを入れたときもデスラー親衛隊員から「スターシャ猊下」と呼ばれている。デスラーと知人であるのは旧作と同様で、公的な会話以外ではデスラーをファーストネームの「アベルト」で呼んでいる。
また、イスカンダルが歩んだ歴史の関係から波動エネルギーを武器として使うことには拒否反応を示す。

### 劇中での行動
宇宙戦艦ヤマト2199
2198年に地球へ救いの手を差し伸べるべく、末妹のユリーシャを向かわせ、その1年後の2199年に波動コアを持たせたサーシャを向かわせる。
古代守がガミラスの捕虜（生体サンプル）としてガミラス星に移送される途中、ガミラス艦が事故に遭ってイスカンダル星に不時着したところを救助するが、看護の甲斐もなく守は死亡してしまい、その後は彼の記憶を保存した光球と共に過ごしていた。
イスカンダル星に到着したヤマトが波動エネルギーを兵器に転用して波動砲を開発していたことを知り、沖田十三との会談ではそれを挙げて一時はコスモリバースシステムの譲渡に難色を示すが、妹ユリーシャやガミラスの副総統ヒスの説得を受けて翻意する。改めて沖田にイスカンダル星がかつて波動エネルギーの強大な力に溺れて覇権主義の道を進んだ歴史を持つことを語り、その愚行を地球が繰り返さないようにと約束させたうえで、コスモリバースシステムを譲渡した。
なお、地球への帰路に就くヤマトを見送る際には、自身の腹を擦る描写がある。
サイドストーリーである『宇宙戦艦ヤマト2199 星巡る方舟』においても、冒頭にて登場する予定だったが、上映時間や製作期間の都合から省略されており、オープニング映像への登場のみとなっている。
宇宙戦艦ヤマト2202 愛の戦士たち
ストーリーには直接関わってこないが、前作で沖田と交わした約束の言葉が何度か流されるほか、第16話ではデスラーがスターシャの顔を思い浮かべている。本人は最終話に1カットのみ小さく登場している。
宇宙戦艦ヤマト2205 新たなる旅立ち
ガミラス星がデザリアムに襲撃されて破壊されたために、ガミラス星からガルマン星への移民船団がイスカンダル星に不時着した。イスカンダル星を運び去ろうとしているデザリアムに対して、およそ10万人の移民の生き残りとイスカンダルを守ろうとデスラー艦隊が奮戦する。そこに宇宙戦艦ヤマトも援軍に駆け付けた。その様子を見ながら、イスカンダルの罪がさらなる争いを招いていると、悲しみのうちにスターシャは傍観していた。デスラー艦隊とヤマトを含む第65護衛隊が移民船団とイスカンダルを守るために奮戦する中、スターシャはイスカンダルとそこに眠る情報資産と引き換えにデザリアムに停戦を呼び掛けた。デスラーと古代進に、スターシャはイスカンダルが他の星の文明を虐殺して情報として収集してきたことを告げる。イスカンダルの人民が情報体として生きるようになって人手不足になると、ガルマン星から強制連行した奴隷にイスカンダルの伴星をコスモリバースシステムでガルマン星と同じ環境に改造して与え、ガミラスの名を与えて道具として使ってきたことをスターシャは懺悔した。スターシャはイスカンダル星もろとも自爆することをデスラーと古代進に伝えた。停戦し移民船団がイスカンダル星から脱出していく中、デスラーは、己のプライドとスターシャへの愛情から、デザリアムの自動惑星ゴルバにデスラー砲を放ち防御が緩んだ隙に特攻をかけて、ヤマトにデウスーラIII世ごと波動砲で撃つことでイスカンダルを救うことを要求する。古代進らはスターシャとユリーシャを説得してコスモハウンドでイスカンダルから連れ出した。デザリアムはコスモハウンドを捕獲しようとするが、辛くも逃げ切った。コスモハウンドの置き土産の波動掘削弾で内部から破壊されつつある自動惑星ゴルバはイスカンダルの自爆に巻き込まれて消え去った。しかし、スターシャとユリーシャはイスカンダル星なしには生命を維持できなかった。スターシャとユリーシャは古代守の因子により生き残ることとなったサーシャを古代進に託し、スターシャはデスラーの腕に抱かれたまま消失していった。デスラーはスターシャへの想いを内に、ガミラス民族の復興とガルマン星の再興を決意するのだった。

## 関連作品での登場

### 漫画
宇宙戦艦ヤマト（松本版漫画）　
アニメで設定デザイン・監督を担当した松本零士による『冒険王』連載の漫画。連載時には、ヤマトがイスカンダルに到着したところまででイスカンダルの描写は終わっている。連載終了後に出された単行本では、イスカンダルからの帰路に就いた後、守とおぼしき宇宙海賊の乗った宇宙船を追って外宇宙へと旅立ったことが古代の回想の形で加筆されている。
宇宙戦艦ヤマト（ひおあきら版漫画）　
藤川桂介作、ひおあきら画による描き下ろし単行本の漫画では、ガミラスの攻撃によりイスカンダル最後の生き残りという設定。コスモクリーナーDの設計図を渡してヤマトが旅立った後、惑星破壊装置によりガミラスを道連れにイスカンダルを自爆させて果てる。裸が透けて見える服を着ている。
宇宙戦艦ヤマト 永遠のジュラ編
直接の登場はないが、デスラーが内心ではスターシャに惹かれていたことが、デスラー夫妻が別居に到った夫婦喧嘩の原因となったことが語られている。
新宇宙戦艦ヤマト
この作品では、かつてのスターシャと守の間に生まれた娘の名。シリーズ第1作から1000年の時が経過し、古代たちが世代を経た子孫となっているのと対照的（宇宙船で長年超光速航行を繰り返したことによる、一種のウラシマ効果的なものによると語られている）である。グレートヤマトへ乗り込み、羽黒妖（漫画『超時空戦艦まほろば』の登場人物）と共に第3艦橋の乗員となる。

### 小説
宇宙戦艦ヤマト 地球復活編（石津版小説）
この作品では、スターシアは人間ではなくイスカンダルに張り巡らされたネットワーク型コンピュータとして描かれている。スターシアは自らを防衛するため、イメージライフ（仮生命体）であるデスラーを創造した。デスラーを滅ぼすには、スターシアそのもの（≒イスカンダル）を破壊するしか方法がない（創造主を破壊すれば仮生命体であるデスラーは消滅する）ことをヤマトの残存クルーへ啓示し、自己矛盾によって機能を停止した。
沖田十三と彼の実子である守=キャプテン・ハーロックはヤマトでイスカンダルへ特攻し、スターシアを破壊する。進と森雪は、スターシアから受領していた放射能下でも生存できるための生体改造の設計図を携え、宇宙船ファントム号で地球へ帰還する。

### ゲーム
PSゲームシリーズ
アニメ第1作を原作とするPS版『宇宙戦艦ヤマト 遥かなる星イスカンダル』で初登場。同作での活躍はアニメと特に変わらないが、続編の『宇宙戦艦ヤマト 新たなる旅立ち』を原作とするPS2版『宇宙戦艦ヤマト イスカンダルへの追憶』では結末が大きく変わっている。イスカンダルはガミラスのマイクロブラックホール技術で軌道を安定させ、自動惑星ゴルバもデスラー・ガミラシアの突撃によって損傷した主砲口へヤマトが波動砲を発射することによって撃破されるために健在であり、スターシアも円満に生存している。『ヤマトよ永遠に』を原作とした続編の『宇宙戦艦ヤマト 暗黒星団帝国の逆襲』、『宇宙戦艦ヤマト 二重銀河の崩壊』でも生存していることになっており、サーシアもゲームの進め方で生存して守と共にイスカンダルへ帰還する結末と、アニメ同様に戦死するという2通りのエンディングがある。
松本零士999 〜Story of Galaxy Express 999〜
生前の記憶を遺したマザーコンピュータとして登場。666号でイスカンダルへ着いた星野鉄郎に生前の姿を映像で見せ、宇宙戦艦ヤマトの伝説を語る。機械帝国とガミラス人の生き残りによる協力組織「ネオガミラス」から、イスカンダルの「波動エネルギー理論」を用いた「究極の波動ユニット」を守るよう、鉄郎へ波動ユニットを託す。

## 名前表記の変遷
シリーズ第1作では「スターシア」と表記され、劇中でもそのように発音された。原案では「スターシァ」と設定されていたが、放送当時は小書きの「ァ」を用いた表現が稀であったために、「ア」に置き換えられた。その後、小書き「ャ」に変更されたものが定着した。
PlayStationゲームシリーズおよび『松本零士999』内での表記は全て「スターシア」で統一されている。
なお、PlayStation 2ゲームソフト『暗黒星団帝国の逆襲』でのサーシア（真田澪）の説明によると、「スターシア」の名は代々のイスカンダル女王が受け継ぐ名であり、サーシアは次期女王になる者に与えられる名前と定められている。従ってスターシアの母も祖母も、名前は全てスターシアということになる。